# Bettina Giovannini
Elisabetta Giovannini nota come Bettina Giovannini (Roma, 15 dicembre 1958) è un'attrice e modella italiana.

## Biografia
Inizia a lavorare come modella agli inizi degli anni 80 per l'agenzia Portfolio di Cristiano Cucchini, diventando in breve fra le modelle preferite dell'atelier di Valentino. In quegli anni appare in scatti per fotografi come Alberta Tiburzi, Stefano Babic, Gaetano Mansi e Uberto Gasce. 
Interprete di film per il cinema e per la televisione, sul grande schermo ha recitato con registi come Marco Risi (in Colpo di fulmine del 1985, con Jerry Calà), Carlo Vanzina (in Piccolo grande amore del 1993, con Raul Bova), Lucio Fulci, Salvatore Maira, Andrea Frazzi e Antonio Frazzi.
Sul piccolo schermo ha preso parte a varie serie e miniserie. In particolare è da ricordare il connubio con il regista Giorgio Capitani e con l'attore Gigi Proietti, con i quali ha lavorato in Un figlio a metà nel 1992, nel sequel Un figlio a metà - Un anno dopo del 1995 e poi dieci anni più tardi nella quinta stagione de Il maresciallo Rocca. Nel 2011 recita nella serie Un passo dal cielo a fianco di Terence Hill, con il quale aveva già lavorato nella serie Don Matteo.

## Filmografia parziale

Da sinistra: Bettina Giovannini e Massimo Ciavarro in Giochi d'estate (1984)

### Cinema
- Acqua e sapone, regia di Carlo Verdone (1983) - non accreditata
- Giochi d'estate, regia di Bruno Cortini (1984)
- Colpo di fulmine, regia di Marco Risi (1985)
- Il mostro di Firenze, regia di Cesare Ferrario (1986)
- I colori del diavolo, regia di Alain Jessua (1987)
- Con i piedi per aria, regia di Vincenzo Verdecchi (1989)
- Voci dal profondo, regia di Lucio Fulci (1991)
- Riflessi in un cielo scuro, regia di Salvatore Maira (1991)
- Hornsby e Rodriguez - Sfida criminale, regia di Umberto Lenzi (1992)
- Torta di mele, regia di Anna Carlucci (1992)
- Piccolo grande amore, regia di Carlo Vanzina (1993)
- Donne in un giorno di festa, regia di Salvatore Maira (1992)
- Carogne - Ciro and Me, regia di Enrico Caria (1995)
- Tre minuti a mezzanotte, regia di Monica Vullo (1995)
- Cartoline, regia di Stefano Pratesi (1997)
- The Skytour, regia di Kurt M. Faudon (1998)
- Il cielo cade, regia di Andrea Frazzi ed Antonio Frazzi (2000)
- La città ideale, regia di Luigi Lo Cascio (2012)
- La prima volta (di mia figlia), regia di Riccardo Rossi (2014)
- Nemiche per la pelle, regia di Luca Lucini (2015)
- Noble Earth, regia di Ursula Grisham (2017)
- Sulle nuvole, regia di Tommaso  Paradiso (2022)

### Televisione
- Un figlio a metà, regia di Giorgio Capitani – miniserie TV (1992)
- Un figlio a metà - Un anno dopo, regia di Giorgio Capitani – miniserie TV (1994)
- Ein Schutzengel auf Reisen, regia di Peter Weck – film TV (1997)
- Don Milani - Il priore di Barbiana, regia di Andrea e Antonio Frazzi – miniserie TV (1997)
- Sospetti – serie TV (2000)
- Camici bianchi – serie TV (2001)
- Don Matteo – serie TV, episodio 2x03 (2001)
- Cuori rubati – soap opera, 279 episodi (2003)
- Il maresciallo Rocca – serie TV, 6 episodi (2005)
- Un caso di coscienza – serie TV (2005)
- Un passo dal cielo – serie TV, 13 episodi (2011)
- Provaci ancora prof! – serie TV, episodio 6x04 (2014)
- C'era una volta Studio Uno, regia di Riccardo Donna – miniserie TV (2017)
- Papa hat keinen Plan – film TV (2019)